# Synemon phaeoptila
Synemon phaeoptila is een vlinder uit de familie Castniidae. De soort komt voor in het Australaziatisch gebied.
De wetenschappelijke naam van de soort werd in 1906 gepubliceerd door Turner.